# Peter Bangs Vej Station
Peter Bangs Vej Station er en S-togs-station på Frederiksberg.
Stationen, der ligger på Frederikssundbanen, er tegnet af Statsbanernes overarkitekt K.T. Seest og åbnede 23. september 1941 i forbindelse med, at strækningen mellem Enghave og Vanløse blev elektrificeret og udbygget til to spor. Stationen blev præmieret i Frederiksbergs Kommunes præmieringsordning i 1942.
Stationen er en højbanestation, og ligger ud til Peter Bangs Vej, hvor S-banen krydser vejen. Der er kun adgang til perronen fra den ende der vender ned mod Peter Bangs Vej. Adgang sker gennem en stationsbygning – der er ikke betjent billetsalg eller kiosk på stationen.
Sporene fortsætter mod syd over Roskildevej til Langgade Station, der er opført, så de to stationer ligner hinanden med den karakteristiske store trappe. Elementer af stationen kan også findes på fx Islev Station og Jyllingevej Station, hvor trappen og stationsbygningen ligner Peter Bangs Vej Stations, dog uden at være identiske. Mod nord fortsætter sporene over Finsensvej mod Vanløse Station; efter Flintholm Stations opførelse og ibrugtagen standser alle togene også på Flintholms spor til Frederikssundbanen. På Flintholm er der omstigningsmulighed til både Metroen og Ringbanen.
Indtil 30. maj 1999 blev stationens navn skrevet Peter Bangsvej i køreplanerne – stationsskiltene blev rettet i 1998.

## Galleri
- Wikimedia Commons har flere filer relateret til Peter Bangs Vej Station

- Stationens højre udgang til Peter Bangs Vej
- Venstre udgang til Peter Bangs Vej
- Ved højre udgang - overfor ses venstre udgang, trappen til perronen er til venstre
- Ved venstre udgang - overfor ses højre udgang, trappen til perronen er til højre
- Trappe og elevator til perronen - de to søjler i højre side er til MetroXpress og Urban
- Fra trappens fod. Udgangene er nede for enden i venstre og højre side
- Fra toppen et kig ned ad trappen
- Stationen set fra perronen

## Antal rejsende
Ifølge Østtællingen var udviklingen i antallet af dagligt afrejsende med S-tog:
| År   | Antal | År   | Antal | År   | Antal | År   | Antal |
| ---- | ----- | ---- | ----- | ---- | ----- | ---- | ----- |
| 1957 | 2.717 | 1974 | 1.742 | 1991 | 1.538 | 2001 | 1.971 |
| 1960 | 2.475 | 1975 | 1.633 | 1992 | 1.507 | 2002 | 1.813 |
| 1962 | 2.445 | 1977 | 1.469 | 1993 | 1.644 | 2003 | 1.573 |
| 1964 | 2.472 | 1979 | 1.684 | 1995 | 2.232 | 2004 | 1.340 |
| 1966 | 2.486 | 1981 | 1.725 | 1996 | 1.715 | 2005 | 1.405 |
| 1968 | 2.274 | 1984 | 1.728 | 1997 | 1.684 | 2006 | 1.257 |
| 1970 | 2.287 | 1987 | 1.404 | 1998 | 1.692 | 2007 | 1.184 |
| 1972 | 2.273 | 1990 | 2.736 | 2000 | 1.911 | 2008 | 1.579 |